# 善太川

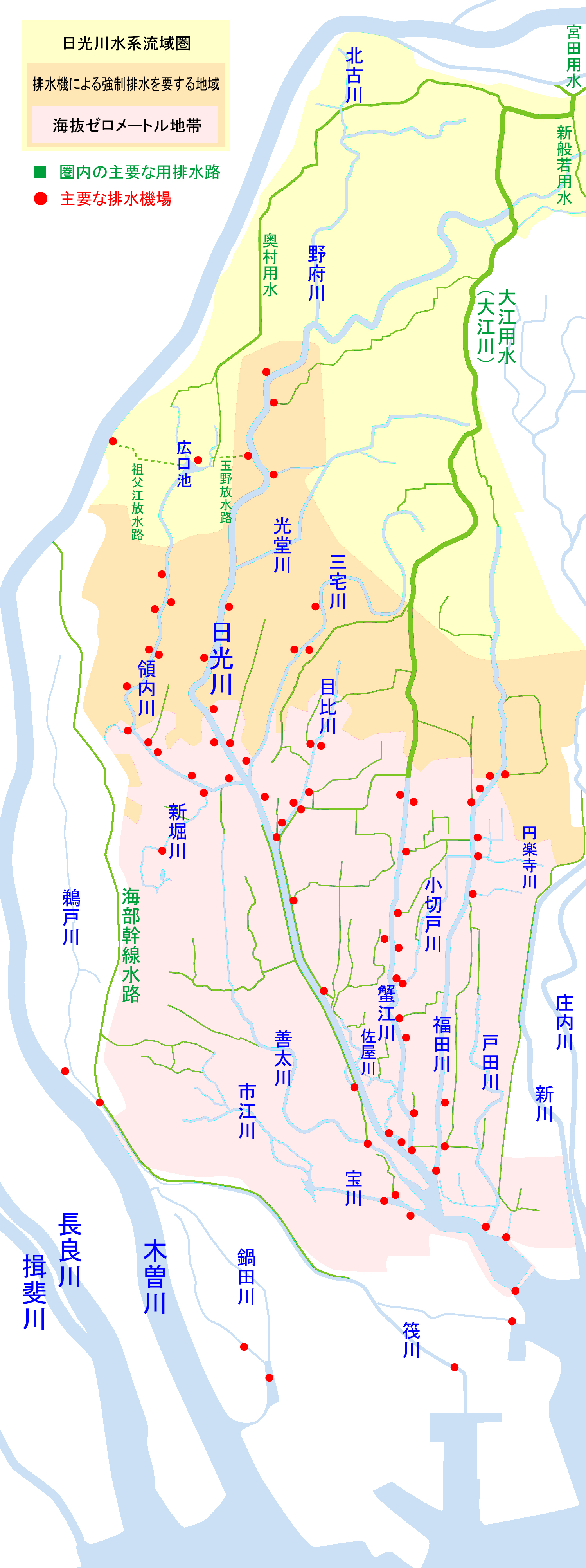
日光川水系の概略図

善太川（ぜんたがわ）は、日光川水系の二級河川。愛知県津島市・愛西市・弥富市・海部郡蟹江町を流れる。日光川本川に合流する1次支川。

## 地理
愛知県稲沢市平和町勝幡新田付近で領内川から分水した諏訪幹線水路を主な水源とする。諏訪幹線水路と善太川の境目は資料が乏しく判然としないが、津島市民病院（津島市橘町）と津島市消防本部（津島市埋田町）の間に架かる橋には「善太川」の表記がある。
領内川から分岐した地点からほぼ直線的に南に流れ、愛西市落合町付近で東西から温常寺川幹線水路・ゲノタ幹線水路と合流すると、水量が増すとともに自然河川の様態へと変わる。愛西市善太新田町付近で大きく蛇行し、海部郡蟹江町南付近で日光川に合流する。
河川法における河川延長は12キロメートル。上流部は矢板護岸、下流部はコンクリートによる護岸がなされている区間が多いが、東西の幹線水路との合流点以下の中流部には自然が残されている。後述するようにかつては大河川の下流部であったが、現在の善太川は排水路としての色合いが強い。

## 歴史
かつての木曽川左岸では「木曽八流」と呼ばれたように支派川が分流・合流を繰り返して流れており、善太川は古くは二之枝川の末端部であった。平安時代に海部郡が海東郡と海西郡に分割されると、海東郡と海西郡は二之枝川（善太川）筋で分けられた。
二之枝川は1400年ごろに兼平堤が築かれて三之枝川に合流するように改修されたため、最下流部は二之枝川と切り離されて現在の善太川の形状となった。江戸時代になると海東郡と海西郡の郡境は、善太川の西を流れる佐屋川に譲った。

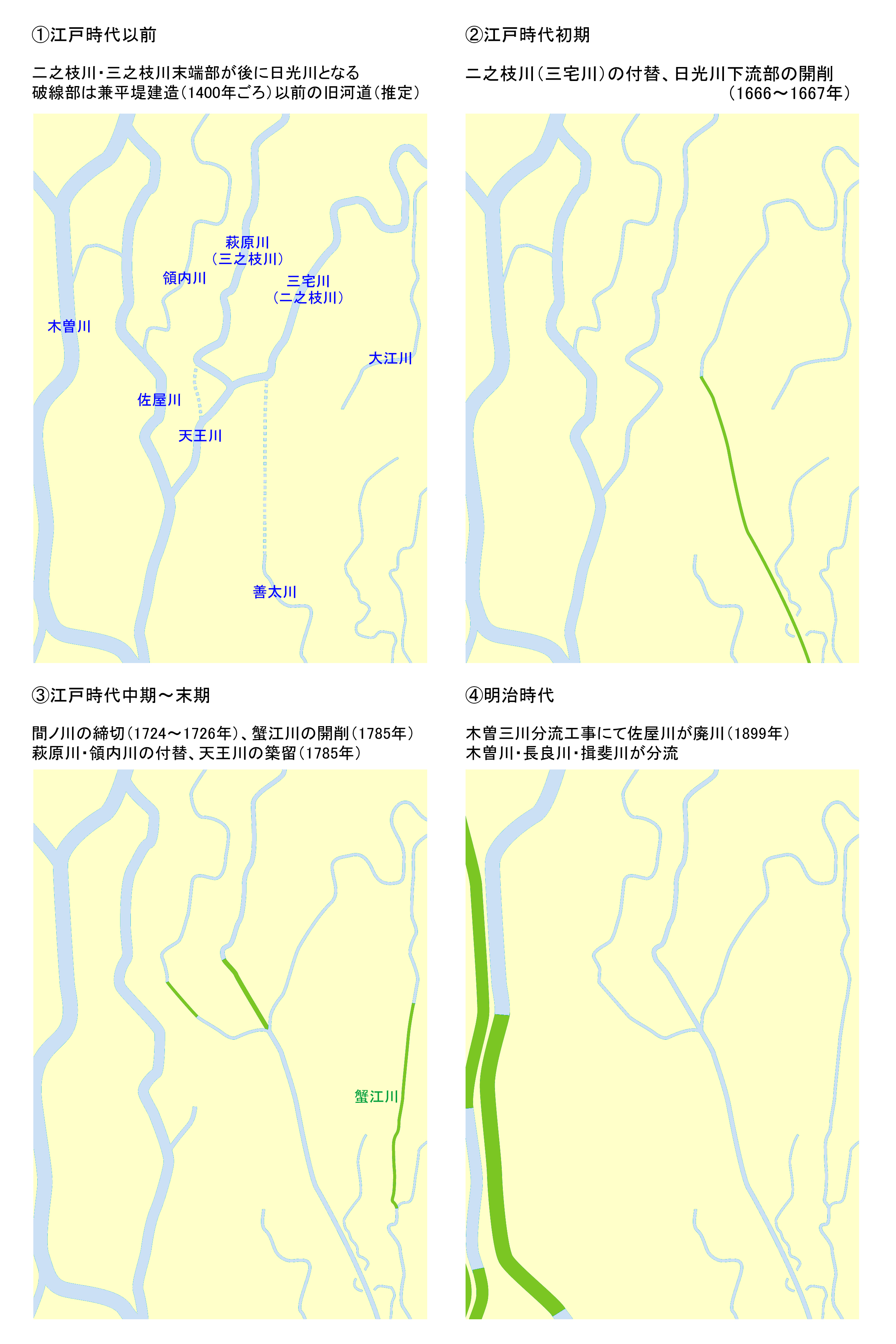
日光川および関連河川の改修工事の歴史